# ذا ديلي شو
ذا ديلي شو (بالإنجليزية: the daily show)‏، يعني بالعربية «العرض اليومي»، هو برنامج تلفزيوني أمريكي إخباري كوميدي ساخر كان يقدمة الاعلامي جون ستيوارت على قناة كوميدي سنترال الأمريكية قبل أن يحل مكانه الكوميدي تريفور نواة.

## روابط خارجية
- ذا ديلي شو على موقع IMDb (الإنجليزية)
- ذا ديلي شو على موقع الموسوعة البريطانية (الإنجليزية)
- ذا ديلي شو على موقع روتن توميتوز (الإنجليزية)
- ذا ديلي شو على موقع كينوبويسك (الروسية)
- ذا ديلي شو على موقع ميوزك برينز (الإنجليزية)
- ذا ديلي شو على موقع قاعدة بيانات الفيلم (الإنجليزية)